# Indri llanós

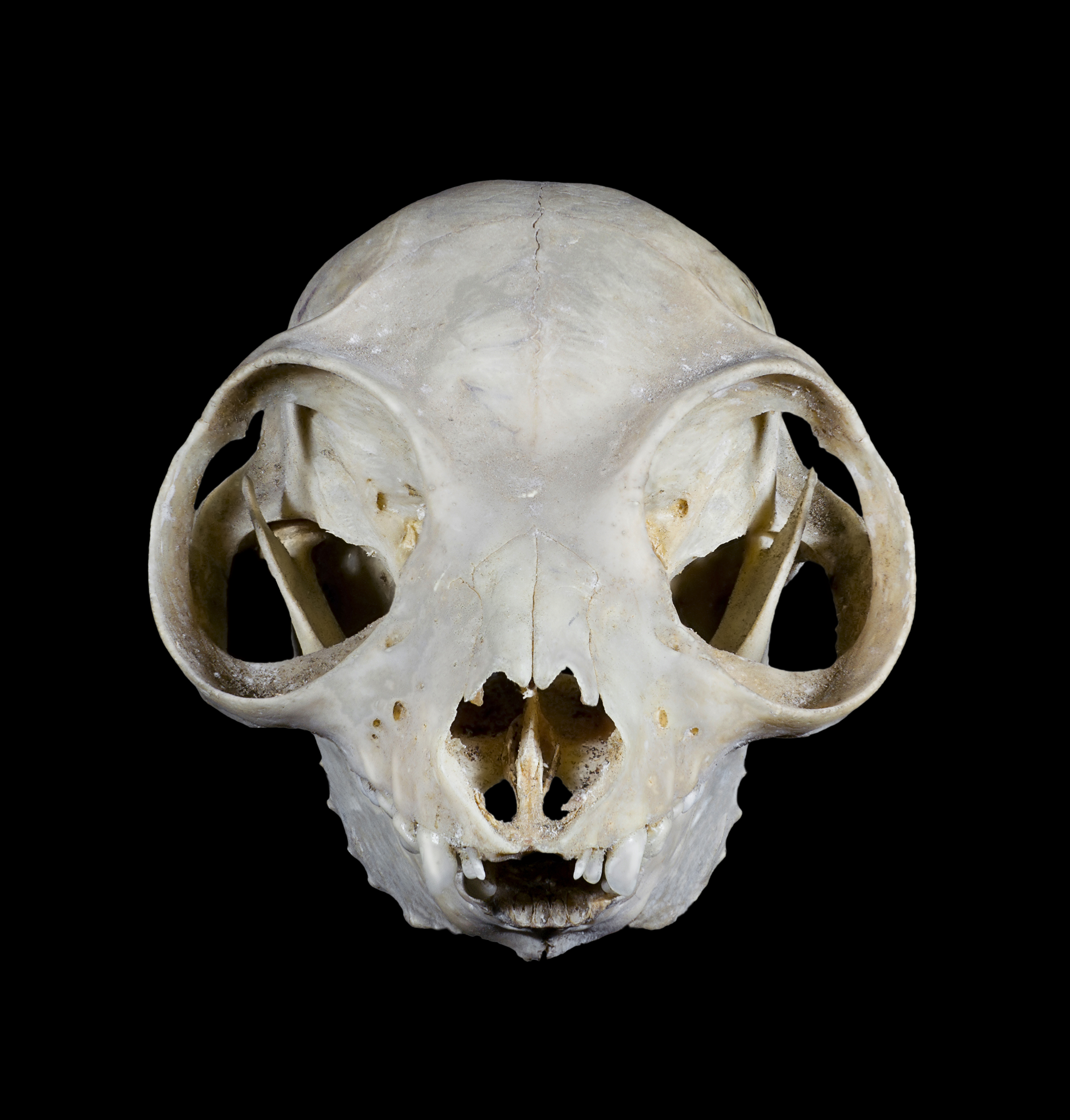
Avahi

Els indris llanosos (Avahi) són un gènere de primats de la família dels índrids. Es tracta de lèmurs petits i nocturns que viuen en grups familiars i s'alimenten principalment de fulles. El gènere inclou nou espècies.
Els indris llanosos assoleixen una llargada corporal de 25-30 cm, amb una cua de 30-37 cm i un pes d'entre 0,6 i 1,6 kg.